# Bob Menendez
Bob Menendez (født 1. januar 1954 i New York, New York) er en amerikansk demokratisk senator som repræsenterer delstaten New Jersey. Han er uddannet jurist. Menendez var ordfører i Union City fra 1986 til 1992. Han blev valgt ind i Repræsentanternes hus i 1992 og genvalgt seks gange. Han blev så valgt ind i senatet i 2006, efter at senator Jon Corzine stillede op til valget som guvernør. Han blev genvalgt i 2012 og 2018.
I 2015 blev han sigtet for korruption, men da nævningene ikke kunne nå til enighed blev han frifundet. Igen i 2023 blev han sigtet, denne gang sammen med sin kone, som førte til han blev fundet skyldig i juli 2024.